# Festival RTP da Canção 1993
O XXIX Festival RTP da Canção 1993 foi o vigésimo nono Festival RTP da Canção, a final teve lugar no dia 11 de Março de 1993 no Teatro São Luiz, em Lisboa, a 1ª semifinal teve lugar no dia 3 de Janeiro de 1993, a 2ª semifinal teve lugar no dia 10 de Janeiro de 1993, a 3ª semifinal teve lugar no dia 17 de Janeiro de 1993, a 4ª semifinal teve lugar no dia 24 de Janeiro de 1993 e a 5ª semifinal teve lugar no dia 31 de Janeiro de 1993 nos estúdios da RTP.
Margarida Mercês de Melo e António Sala foram os apresentadores da final do festival e das cinco semifinais foi Júlio Isidro.

## Festival
Em 1993 a RTP abriu concurso público para a aceitação de originais, com vista ao apuramento da canção que a representasse no Festival da Eurovisão.
A estação pública de televisão recebeu 502 originais, tendo o júri de seleção apurado numa primeira fase 48 canções que após nova audição reduziu este número a 28 e posteriormente aos 20 temas semifinalistas que foram divulgados nas cinco eliminatórias no programa "Sons do Sol", emitidos aos domingos à tarde, com apresentação de Júlio Isidro.
No final destas cinco apresentações as oito canções mais pontuadas passaram à grande final do Teatro S.Luiz que teve lugar a 11 de março.
Este júri foi composto por Carlos Mendes, Dulce Pontes, Fernando Tordo, João Filipe Barbosa e Rita Guerra.
A final do Festival da Canção foi apresentada por António Sala e por Margarida Mercês de Melo.
Após o desfile das oito canções concorrentes, a transmissão foi brindada por outros momentos musicais, a cargo de Lena d’Água, Helena Vieira e Rita Guerra, que cantaram canções de sempre: "A Mula da Cooperativa", "Fado do 31", "Maldita Cocaína", "Rua do Capelão", "Adeus Aldeia", "Vocês Sabem Lá", "José Aperta o Laço", "Porto Sentido" e "Desfolhada". O momento, intitulado por "Canções do Século", foi uma retrospetiva musical, cujo responsável foi Pedro Osório, contando ainda com a presença do ator Carlos Daniel no intercalar dos acontecimentos mais marcantes do século.
Depois o júri distrital pronunciou-se decidiu enviar para o Festival Eurovisão da Canção 1993 a canção "A cidade (até ser dia)" defendida por Anabela, então com 16 anos. Esta canção teve autoria de Pedro Abrantes, Marco Quelhas, e Paulo da Costa, com orquestração de Fernando Abrantes.
Anabela foi ainda galardoada com o Prémio de Interpretação.
Apontando uma pequena curiosidade desta edição do Festival da Canção português, na pré-seleção do festival, o júri desentendeu-se devido à indumentária de uma das concorrentes, que era apontada como uma das favoritas para a grande final, segundo a Nova Gente. Ana Paulino apresentou um modelito desenhado por Luís Barbeiro, segundo a publicação, provocante. Rita Guerra atribuiu um ponto à canção, o que, para Fernando Tordo, que admitiu a maldade do estilista, e para Carlos Mendes, foi um ato de imaturidade, criancice e falta de cultura musical por parte da cantora.

### Semi-finais
| #           | Artista                 | Canção                         | Letra (l) / Música (m)                                                | Classificação | Pontuação   |             |
| Semifinal 1 | Semifinal 1             | Semifinal 1                    | Semifinal 1                                                           | Semifinal 1   | Semifinal 1 | Semifinal 1 |
| ----------- | ----------------------- | ------------------------------ | --------------------------------------------------------------------- | ------------- | ----------- | ----------- |
| 1º          | Paulo Brissos           | "No dia seguinte"              | Jan Van Dijck (m), Nuno Gomes dos Santos (l)                          | 1º            | 45          |             |
| 2º          | Isabel Campelo          | "Praia sem marés"              | Carlos Canelhas (m), Maria Amália Ortiz da Fonseca (l)                | 2º            | 43          |             |
| 3º          | Cid, Bragança & Ca. Lda | "O poeta, o pintor e o músico" | José Cid (m & l)                                                      | 6º            | 41          |             |
| 4º          | Piedade Fernandes       | "Renascer de um trovador"      | José Manuel Coelho (m & l)                                            | 2º            | 43          |             |
| Semifinal 2 |                         |                                |                                                                       |               |             |             |
| 1º          | Madi                    | "Fantasia"                     | Hugo (m & l)                                                          | 15º           | 24          |             |
| 2º          | Grupo até Já'zz         | "Pó (de)melhorar"              | José Ferreira de Castro (m & l)                                       | 4º            | 42          |             |
| 3º          | Cristina Roque          | "Quero muito mais de ti"       | Luís Filipe (m & l)                                                   | 7º            | 38          |             |
| 4º          | Anabela                 | "A cidade (até ser dia)"       | Pedro Abrantes, Marco Quelhas e Paulo da Costa (m & l)                | 4º            | 42          |             |
| Semifinal 3 |                         |                                |                                                                       |               |             |             |
| 1º          | Tózé Lobo               | "Baila, baila"                 | Tozé Lobo (m & l)                                                     | 13º           | 27          |             |
| 2º          | David                   | "Recordações (tu e eu)"        | Mário David Vieira dos Santos (m), Paulo Filipe Vieira dos Santos (l) | 14º           | 26          |             |
| 3º          | Liza Mayo               | "Talvez noutro lugar"          | Luís Filipe (m), Amadeu Diniz da Fonseca (l)                          | 8º            | 37          |             |
| 4º          | Claudia Veloso          | "Pranum"                       | Mário Rui (m), Francisco Cruz Alves (l)                               | 15º           | 24          |             |
| Semifinal 4 |                         |                                |                                                                       |               |             |             |
| 1º          | Mário Mata              | "Miúda triste"                 | Mário Mata (m & l)                                                    | 9º            | 37          |             |
| 2º          | David                   | "Foram momentos"               | Mário David Vieira dos Santos (m), Paulo Filipe Vieira dos Santos (l) | 17º           | 23          |             |
| 3º          | Armando Gama            | "Se eu sonhar"                 | Armando Gama (m & l)                                                  | 10º           | 34          |             |
| 4º          | Mónica                  | "B-a-bá"                       | José Manuel Coelho (m & l)                                            | 20º           | 17          |             |
| Semifinal 5 |                         |                                |                                                                       |               |             |             |
| 1º          | Silvia                  | "Cidade do Tejo"               | José Manuel Coelho (m & l)                                            | 17º           | 23          |             |
| 2º          | Piedade Fernandes       | "Canção do Alentejo"           | José Manuel Coelho (m & l)                                            | 12º           | 28          |             |
| 3º          | Olívia                  | "Lembrar os anos 60"           | Carlos Canelhas (m), Rosa Lobato de Faria (l)                         | 19º           | 22          |             |
| 4º          | Ana Paulino             | "As palavras são demais"       | José Carlos Sarmento (m), Luís Filipe Sarmento (l)                    | 11º           | 32          |             |

### Final
| #  | Artista                 | Canção                         | Letra (l) / Música (m)                                 | Maestro                  | Classificação | Pontuação |
| -- | ----------------------- | ------------------------------ | ------------------------------------------------------ | ------------------------ | ------------- | --------- |
| 1º | Isabel Campelo          | "Praia sem marés"              | Carlos Canelhas (m), Maria Amália Ortiz da Fonseca (l) | José Marinho             | 3º            | 127       |
| 2º | Cristina Roque          | "Quero muito mais de ti"       | Luís Filipe (m & l)                                    | Luís Filipe              | 5º            | 115       |
| 3º | Piedade Fernandes       | "Renascer de um trovador"      | José Manuel Coelho (m & l)                             | Luís Duarte              | 4º            | 122       |
| 4º | Paulo Brissos           | "No dia seguinte"              | Jan Van Dijck (m), Nuno Gomes dos Santos (l)           | Pedro Osório             | 6º            | 81        |
| 5º | Liza Mayo               | "Talvez noutro lugar"          | Luís Filipe (m), Amadeu Diniz da Fonseca (l)           | Idália Moniz             | 7º            | 72        |
| 6º | Cid, Bragança e Ca. Lda | "O poeta, o pintor e o músico" | José Cid (m & l)                                       | Mike Sergeant            | 2º            | 139       |
| 7º | Grupo Até Já'zz         | "Pó (de)melhorar"              | José Ferreira de Castro (m & l)                        | Fernando Correia Martins | 8º            | 35        |
| 8º | Anabela                 | "A cidade (até ser dia)"       | Pedro Abrantes, Marco Quelhas e Paulo da Costa (m & l) | Armindo Neves            | 1º            | 167       |